# Стауб, Виктор
Виктор Стауб (фр. Victor Henri Staub, в некоторых источниках Штауб; 16 октября 1872, Лима — 4 февраля 1953, Париж) — французский пианист и композитор.
Учился в Парижской консерватории у Луи Дьемера. В 1895 г. на Втором Рубинштейновском конкурсе в Берлине получил при финальном голосовании членов жюри равное число голосов с Иосифом Левиным, однако при повторном голосовании у Левина оказалось на один голос больше, и Стауб получил всего лишь поощрительный диплом. Выступил, наряду с Лазаром Леви, соавтором своего учителя по учебному пособию «Высшая школа фортепиано» (фр. Méthode supérieure de piano; 1907).
В дальнейшем концертировал, оставил несколько записей (вальс соль-бемоль мажор Op.70 No.1 и Блестящий вальс Op.34 No.3) Фридерика Шопена, «Кукольный кэкуок» из «Детского уголка» и «Менестрели» из Прелюдий Клода Дебюсси). В 1897—1902 гг. преподавал в Кёльнской консерватории, а в 1909—1941 гг. в Парижской консерватории, с 1913 г. профессор специального фортепиано в классе для девушек (директор консерватории Габриэль Форе предпочёл Стауба пианистке Маргерит Лонг, поскольку появление женщины-профессора могло послужить поводом для конфликта); среди его учеников Хосе Итурби и Эрнест Хофциммер. Автор многочисленных фортепианных пьес, а также переложений (в частности, фортепианной аранжировки «Ученика чародея» Поля Дюка).
Внук Стауба — актёр Жан Клодио.